# Elmer Fjot
Elmer Fjot (en: Elmer Fudd) er en meget fjollet figur skabt af Warner Brothers. Man kan kende ham, på hans meget usædvanlige måde at grine på. Han blev skabt i starten af Snurre Snups karriere, sandsynligvis udelukkende fordi Snurre skulle have nogen at fornærme. Han optræder næsten altid som kaninjæger, ved lejlighed dog også som andejæger, hvor det så er Daffy And, der generer ham.
Elmer Fjots danske stemme indtales af Lasse Lunderskov.